# Nerastria orthozona
Nerastria orthozona är en fjärilsart som beskrevs av George Francis Hampson 1910. Nerastria orthozona ingår i släktet Nerastria och familjen nattflyn. Inga underarter finns listade i Catalogue of Life.